# Papillidiopsis complanata
Papillidiopsis complanata là một loài Rêu trong họ Sematophyllaceae. Loài này được (Dixon) W.R. Buck & B.C. Tan mô tả khoa học đầu tiên năm 1989.